# Accident d'un Antonov An-26 à Abidjan en 2017
L'accident d'un Antonov An-26 à Abidjan est un accident survenu au large de la ville ivoirienne d'Abidjan le 14 octobre 2017.

## L'avion
L'avion impliqué est un bimoteur à turbopropulsion Antonov An-26-100 de conception soviétique fabriqué en 1975 sous le numéro de série 3204. Il appartient à la compagnie aérienne moldave Valan ICC qui l'exploitait sous l'immatriculation ER-AVB aux côtés de deux autres machines similaires.

## Équipage et passagers

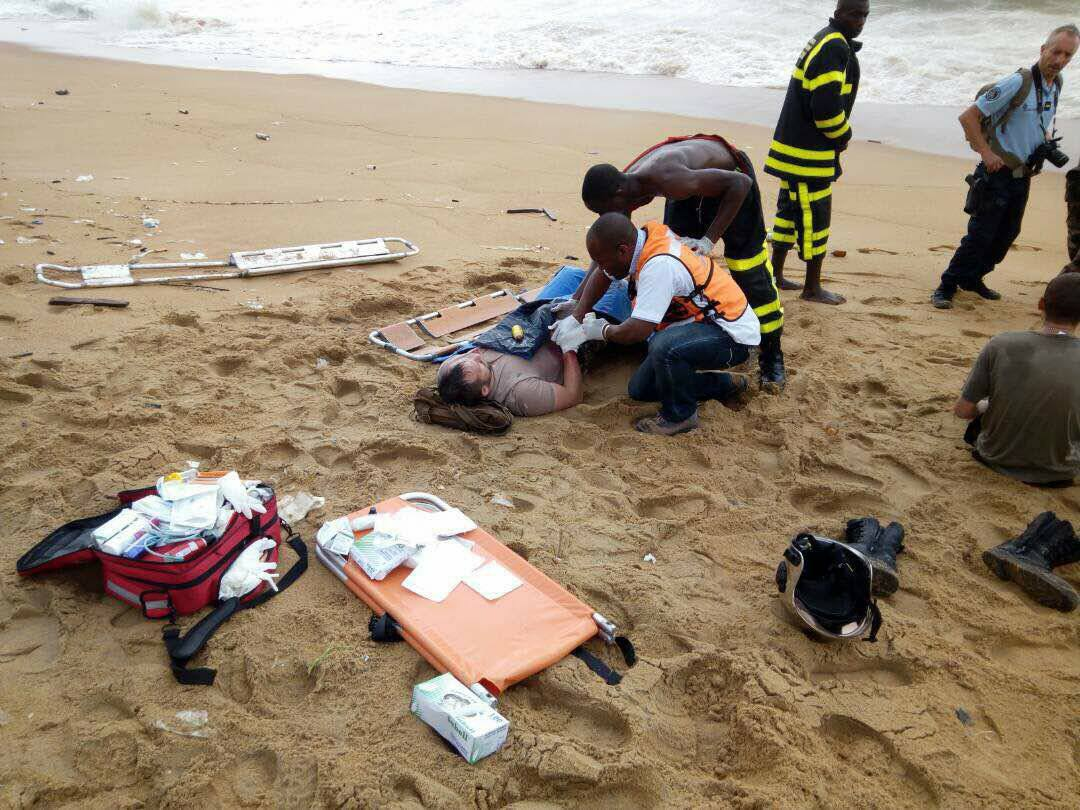
Un survivant soigné sur la plage par les pompiers ivoiriens.

Outre un équipage de six membres, tous de nationalité moldave, l'avion emportait quatre passagers, appartenant aux forces armées françaises. Pour le reste, l'avion transportait du fret dans le cadre de l'opération Barkhane.

## Circonstances du crash
Pour des raisons encore inconnues, l'avion, qui provenait de Ouagadougou, a raté son atterrissage sur le tarmac de l'aéroport international Félix-Houphouët-Boigny. Il a terminé sa course en mer où il s'est abîmé. Là, l'avion s'est brisé en deux. Une enquête a été confiée aux autorités françaises et ivoiriennes.

## Sources & références

### Sources web
- Article du site francophone Avions Légendaires relatant l'accident.